# Reserva natural silvestre La Ascensión
La reserva natural silvestre La Ascensión es un área natural protegida ubicada en el departamento Lago Buenos Aires de la provincia de Santa Cruz en Argentina, cercana al parque nacional Patagonia. Su superficie es de 14 826 ha 84 a 60 ca. Su declaración como reserva natural silvestre se debe a circunstancias particulares que impiden por el momento incorporarla al parque nacional Patagonia. 

## Generalidades
La reserva natural silvestre se ubica sobre la ruta provincial n.º 43 a 17 km de Los Antiguos y 40 km de la ciudad de Perito Moreno. Tiene costas sobre el lago Buenos Aires e incluye un sector del norte de la meseta del Lago Buenos Aires. La finalidad de la reserva consiste en resguardar sus paisajes escénicos únicos, la documentada de recursos culturales y riqueza arqueológica y un importante número de lagunas y pequeños arroyos permanentes y temporarios, indispensables para el desarrollo de especies de aves acuáticas migratorias.
Las edificaciones de valor histórico de la Estancia La Ascensión incluyen: una antigua escuela y oficina, la matera y las instalaciones para el trabajo con ovinos. Existen 5 senderos: 1) Sendero al Lago: de 1.5 km. 2) Sendero a la Meseta: dividido en etapas: Mirador Roca Guacha (4.5 km), Puesto Amarillo (6 km), Puente Viejo (8.5 km), Mirador Cóndor (10.7 km), Puesto El Rincón (12 km), Borde de la Meseta (16 km). 3) Sendero al Cerro Negro: de 6 km. 4)  Sendero al Cerro de la Calle y la Laguna COA: Puesto Cisne (5.5 km), cerro La Calle (7.6 km), laguna COA (10.5 km). 5) Sendero de la Luna: 7 km.

## Antecedentes
La Estancia La Ascensión fue fundada en 1911 por Jesús Larrañaga. Entre mayo y agosto de 1918 la estancia sirvió de base a 120 soldados del Regimiento de Caballería n.º 2 que intervinieron durante el conflicto interno chileno denominado guerra de Chile Chico. En la estancia fue afectada por la erupción del volcán Hudson de 1991, especialmente la ganadería ovina.
La categoría reserva natural silvestre bajo jurisdicción de la Administración de Parques Nacionales fue creada por decreto n.º 453/1994 de 24 de marzo de 1994 para preservar:

(...) aquellas áreas de extensión considerable que conserven inalterada o muy poco modificada la cualidad silvestre de su ambiente natural y cuya contribución a la conservación de la diversidad biológica sea particularmente significativa en virtud de contener representaciones válidas de uno o más ecosistemas, poblaciones animales o vegetales valiosas a dicho fin, a las cuales se les otorgue especial protección para preservar la mencionada condición.

Con la finalidad de ampliar la superficie del parque nacional Patagonia, las entidad conservacionista Fundación Flora y Fauna Argentina relacionada con la estadounidense Conservation Land Trust (dirigida por la viuda del estadounidense Douglas Tompkins) adquirió en 2015 la propiedad denominada Estancia La Ascensión, de unas 20 000 ha, y ofreció una parte de ella en donación con cargo a la Administración de Parques Nacionales (APN). Esta administración aceptó la donación por resolución n.º 119/2019 de 27 de marzo de 2019, lo mismo que la Agencia de Administración de Bienes del Estado por resolución n.º 129/2019 de 9 de abril de 2019, asignándolos a la APN. Ambas reparticiones públicas formalizaron la donación por escrituras públicas el 17 de abril de 2019.

## Creación de la reserva natural silvestre
El 3 de mayo de 2019 el presidente Mauricio Macri dictó el decreto n.º 326/2019 expresando:

ARTÍCULO 1°.- Créase la Reserva Natural Silvestre LA ASCENSIÓN, situada en Zona II, Sección II, en la Ciudad COLONIA LEANDRO N. ALEM, Departamento LAGO BUENOS AIRES, Provincia de SANTA CRUZ, individualizada bajo el CIE N° 78- 0000987-6/10, Nomenclatura Catastral 10-0000-1915, Partida Inmobiliaria Nº 05/00095, con una superficie según título de CATORCE MIL OCHOCIENTAS VEINTISEIS HECTÁREAS, OCHENTA Y CUATRO ÁREAS, SESENTA CENTIÁREAS (14.826 has. 84 as. 60 cas.).
ARTÍCULO 2°.- Encomiéndase a la ADMINISTRACIÓN DE PARQUES NACIONALES,organismo descentralizado actuante en la órbita de la Secretaría de Gobierno de Ambiente y Desarrollo Sustentable de la SECRETARÍA GENERAL de la PRESIDENCIA DE LA NACIÓN, la custodia y el manejo ambiental de la Reserva Natural Silvestre LA ASCENSIÓN.

La administración es realizada por la intendencia del parque nacional Patagonia cuya sede se encuentra en la localidad de Los Antiguos.

## Controversias
La Fundación Flora y Fauna Argentina adquirió 85 000 ha de las 500 000 ha que se propuso adquirir para ampliar el parque nacional Patagonia y lograr un corredor de protección comunicado con áreas protegidas que se están estableciendo en Chile (el parque nacional Patagonia (Chile)). El proceso de compra de las propiedades generó malestar entre algunos propietarios, amplificado por dirigentes políticos locales, que temen no poder retener sus propiedades debido al poder de negociación de las entidades conservacionistas financiadas por capitales extranjeros, perdiéndose así tierras de cultivo y posibles negocios mineros.
Las reservas naturales silvestres independientes son áreas protegidas de propiedad del Gobierno nacional, que este establece por decreto en circunstancias especiales en las cuales la provincia en la que se encuentra retiene la total jurisdicción, pues no la ha delegado por ley propia y el área protegida no ha sido creada por ley del Congreso Nacional como requiere la ley n.º 22351 que rige el Sistema Nacional de Áreas Protegidas. Por estos motivos estos previos están sujetos a posibles juicios de expropiaciones por las provincias. Debido a que la declaración de la reserva natural no prevé el consentimiento de las autoridades provinciales, en octubre de 2018 la Fiscalía de Estado de la provincia de Santa Cruz presentó un pedido de amparo judicial buscando la nulidad e inconstitucionalidad del decreto de creación de la reserva natural silvestre Patagonia, mientras que la Legislatura provincial declaró la emergencia en materia de posesión de tierras rurales impidiendo la creación de nuevas áreas protegidas por el plazo de 6 meses. Tras la creación de la reserva natural silvestre La Ascensión hubo rechazo por parte de políticos locales y el 16 de mayo de 2019 la Fiscalía de Estado de Santa Cruz presentó ante la Corte Suprema de Justicia de la Nación una acción de amparo solicitando que se declare la nulidad y la inconstitucionalidad del decreto de creación de la reserva natural silvestre.